# Sandalodes celebensis
Sandalodes celebensis là một loài nhện trong họ Salticidae.
Loài này thuộc chi Sandalodes. Sandalodes celebensis được Anna Maria Sibylla Merian miêu tả năm 1911.